# Ninie Doniah
Ninie Doniah (1966/67 – 19 tháng 11 năm 2023) là một ca sĩ người Malagasy và nhà soạn nhạc âm nhạc salegy có nguồn gốc từ khu vực ven biển phía bắc của Madagascar, bao gồm cả nơi sinh của cô là Nosy Be. Cô xuống từ một gia đình âm nhạc: bà nội là một ca sĩ nổi tiếng của truyền thống jijy vako-drazana antakarana.
Doniah thường được gọi là "Nữ hoàng Salegy", đối nghịch với "Vua của Salegy", siêu sao Jaojoby. Cô được coi là một trong những nữ nghệ sĩ biểu diễn tốt nhất trong một thể loại do nam giới thống trị, và là đại sứ nữ thành công và được công nhận nhất của thể loại bên ngoài Madagascar. Cô đã thu âm hơn sáu album kể từ giữa những năm 1990 và tiếp tục lưu diễn khắp Madagascar và các đảo Ấn Độ Dương.